# Наукова бібліотека Московського державного університету
Наукова бібліотека ім. О. М. Горького Московського державного університету ім. М. В. Ломоносова (рос. Научная библиотека им. А. М. Горького Московского государственного университета им. М. В. Ломоносова) — універсальна бібліотека Московського державного університету в Москві. Бібліотека Московського університету — найстаріша публічна бібліотека Росії, заснована в 1755 році, відкрита для відвідування в 1756 році. Фонди включають більше 10 млн томів, з яких 4,5 млн зарубіжних видань. Бібліотека є одержувачем  обов'язкового примірника друкованих видань, випущених в Росії. До фондів входять особисті бібліотеки багатьох покійних професорів університету. Включає Фундаментальну бібліотеку МДУ та відділи обслуговування при факультетах.

## Статистика
Розташовується в 16 будівлях університету, в її структурі більше 50 відділів. Кількість читачів - більше 65000, читальних залів - 90 на 5500 місць, 20 наукових та навчальних абонементів. Колектив бібліотеки - близько 1000 чоловік.

## Історія
Бібліотека була заснована одночасно з університетом. У 1756 році відкрита для публічного відвідування. З 1759 року отримує по одному примірнику всіх книг, що друкувалися при московському друкованому дворі. Пожежа 1812 року майже повністю знищила книжкові фонди, які до того часу налічували понад 20 000 томів. З 1813 році починається відновлення бібліотеки. З 1822 по 1832 директором бібліотеки був  Ф. Ф. Рейсс. При ньому створено алфавітний і систематичний каталоги; в бібліотеці досі використовуються розроблені Рейссом принципи організації фонду. 1901 року відкрито окрему будівлю Фундаментальної бібліотеки на  Мохової вулиці. 2005 року почався переїзд фондів Фундаментальної бібліотеки в будівлю на  новій території МДУ на Воробйових горах.